# Bistum Lichinga
Das Bistum Lichinga (lateinisch Dioecesis Lichingaensis, portugiesisch Diocese de Lichinga) ist eine in Mosambik gelegene römisch-katholische Diözese mit Sitz in Lichinga.

## Geschichte
Das Bistum Lichinga wurde am 21. Juli 1963 durch Papst Paul VI. mit der Apostolischen Konstitution Nampulensis aus Gebietsabtretungen des Bistums Nampula als Bistum Vila Cabral errichtet. Am 29. Juli 1976 wurde das Bistum Vila Cabral in Bistum Lichinga umbenannt.
Das Bistum Lichinga ist dem Erzbistum Nampula als Suffraganbistum unterstellt.

## Ordinarien

### Bischöfe von Vila Cabral
- Eurico Dias Nogueira, 1964–1972, dann Bischof von Sá da Bandeira
- Luís Gonzaga Ferreira da Silva SJ, 1972–1976

### Bischöfe von Lichinga
- Luís Gonzaga Ferreira da Silva SJ, 1976–2003
- Hilário da Cruz Massinga OFM, 2003–2008, dann Bischof von Quelimane
- Elio Giovanni Greselin SCJ, 2008–2015
- Atanasio Amisse Canira, seit 2015